# Meteusiroides keyensis
Meteusiroides keyensis is een vlokreeftensoort uit de familie van de Eusiridae. De wetenschappelijke naam van de soort is voor het eerst geldig gepubliceerd in 1934 door Pirlot.